# شاه منصور

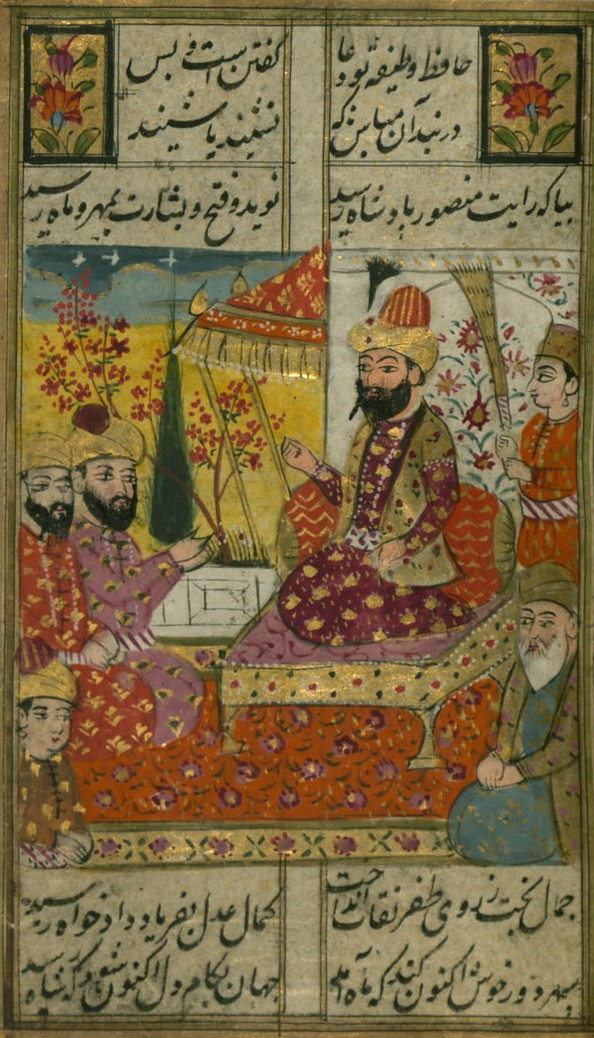
رسم توضيحي لحافظ من القرن الثامن عشر في بلاط شاه منصور

في تاريخ إيران، كان شاه منصور آخر حكام آل مظفر في جنوب إيران. حكم من أصفهان وقتلته قوات تيمورلنك عام 1393.

## حياة
كان منصور شقيق شاه يحيى وشاه حسين. كان عمه شاه شجاع الذي حارب معه في معركة.:41
بدعم من سلطنة الجلايريين، أسس منصور نفسه كحاكم مستقل في شوشتار.:41
يقع قبر المنصور في الجزء الشرقي من شيراز، في منطقة تعرف باسم قبر الأمير منصور.:43